# Crunomys
Crunomys es un género de roedores miomorfos de la familia Muridae. Son endémicos de Filipinas y de Célebes.

## Especies
Se reconocen las siguientes:
- Crunomys celebensis Musser, 1982
- Crunomys fallax Thomas, 1897
- Crunomys melanius Thomas, 1907
- Crunomys suncoides Rickart, Heaney, Tabaranza & Balete, 1998